# Hōjō Masako
Hōjō Masako (北条 政子 (Bắc Điều Chính tử) 1157 – 16 tháng 8 năm 1225) là một nữ chính khách, và là con gái cả của Hōjō Tokimasa (người đầu tiên giữ chức vụ nhiếp chính của Mạc phủ Kamakura) với vợ là Hōjō no Maki. Bà là em gái của Hōjō Yoshitoki, và đã kết hôn với Minamoto no Yoritomo, vị Tướng quân đầu tiên của Mạc phủ Kamakura. Bà cũng là mẹ của O-Hime, 2 vị tướng quân đời thứ 2 và thứ ba của Mạc phủ là Minamoto no Yoriie và Minamoto no Sanetomo.

## Tiểu sử đầu đời (1157 - 1182)
Hojo Masako sinh năm 1156, là con gái của Hōjō Tokimasa, lãnh đạo của Gia tộc Hōjō có ảnh hưởng tại tỉnh Izu, và vợ của ông, Hōjō no Maki. Lúc đó, phụ mẫu Masako vẫn còn rất trẻ, do đó, bà được nuôi dưỡng bởi các vị nữ quan thuộc gia tộc và bảo mẫu. Masako được sinh ra khi đất nước đang chìm trong các cuộc chiến tranh và xung đột. Tại Kyoto, kinh đô của Nhật Bản lúc bấy giờ, cuộc bạo loạn Hōgen đang diễn ra ác liệt, lúc này, Pháp hoàng Toba và Thiên hoàng Sutoku đang nảy sinh mâu thuẫn về việc chọn người kế vị. Gia tộc Hōjo (Bắc Điều thị) đã khôn ngoan chọn cách đứng ngoài cuộc nổi loạn, mặc dù gia tộc Hōjō, dòng dõi của Masako, có nguồn gốc từ gia tộc Taira và do đó có mối quan hệ mật thiết đến gia đình hoàng thất.
Trong cuộc nổi loạn Heiji diễn ra năm 1159, gia tộc Taira, khi còn ở dưới trướng Taira no Kiyomori, với sự hỗ trợ của Pháp hoàng Go-Shirakawa đã đánh bại gia tộc Minamoto, dưới sự lãnh đạo của Minamoto no Yoshitomo. Yoshitomo sau đó đã bị xử tử, trong khi con trai và con gái của ông ta bị xử tử hoặc bị gửi đến các nữ tu. Chỉ có ba người con trai của ông sống sót. Minamoto no Yoshitsune và Minamoto no Noriyori bị buộc phải trở thành tư tế, trong khi Minamoto no Yoritomo, khi ấy mới mười ba tuổi, đã được tha và bị lưu đày ở Izu, lãnh địa của Hōjō Tokimasa. Trong khi điều này đang xảy ra, Masako mới chỉ là một đứa trẻ sơ sinh. Lúc ấy, Gia tộc Taira dưới trướng của Kiyomori còn đang kiểm soát nền chính trị Nhật Bản.
Masako có một anh trai là Munetoki, và vào năm 1163, bà có thêm một em trai là Yoshitoki. Bà sau này đã có thêm một người anh em khác là Hōjō Tokifusa và một người em gái khác không rõ tên. Bà được học cưỡi ngựa, săn bắn, và câu cá và bà còn được tham dự bữa ăn với những người đàn ông hơn là với mẹ, chị gái và những người phụ nữ khác trong gia tộc.
Masako về sau đã thành thân với Yoritomo. Vào năm 1180, anh trai của Masako là Munetoki đã bị sát hại tại Trận Ishibashiyama và Yoshitoki trở thành người thừa kế của gia tộc Hōjō. Năm 1181, Taira no Kiyomori qua đời, trao quyền thừa kế cho Taira no Munemori, con trai ông. Năm 1182, anh trai của Chính tử là Yoshitoki đã kết hôn, và cùng năm đó, Masako và Yoritomo có con trai đầu lòng, Minamoto no Yoriie, sau là người thừa kế của gia tộc. Năm 1182, bà hạ sinh con gái đầu lòng là Ou-Hime. Cùng năm đó, Hoàng tử Mochihito đã vỡ mộng, cho rằng gia tộc Taira đã từ chối ông ta để trao lại ngai vàng cho Thiên hoàng Antoku, có người mẹ thuộc gia tộc Taira. Yoritomo, người tự coi mình là người đứng đầu gia tộc Minamoto, có sự hỗ trợ đầy đủ của gia tộc Hōjō và Tokimasa. Trung tâm chính trị của gia tộc Minamoto nằm ở Kamakura, phía đông của Izu thuộc tỉnh Sagami.
Do đó, cuộc chiến tranh Genpei, cuộc chiến cuối cùng giữa 2 gia tộc Minamoto và Taira đã bắt đầu. 

## Trong chiến tranh Genpei (1182 - 1199)

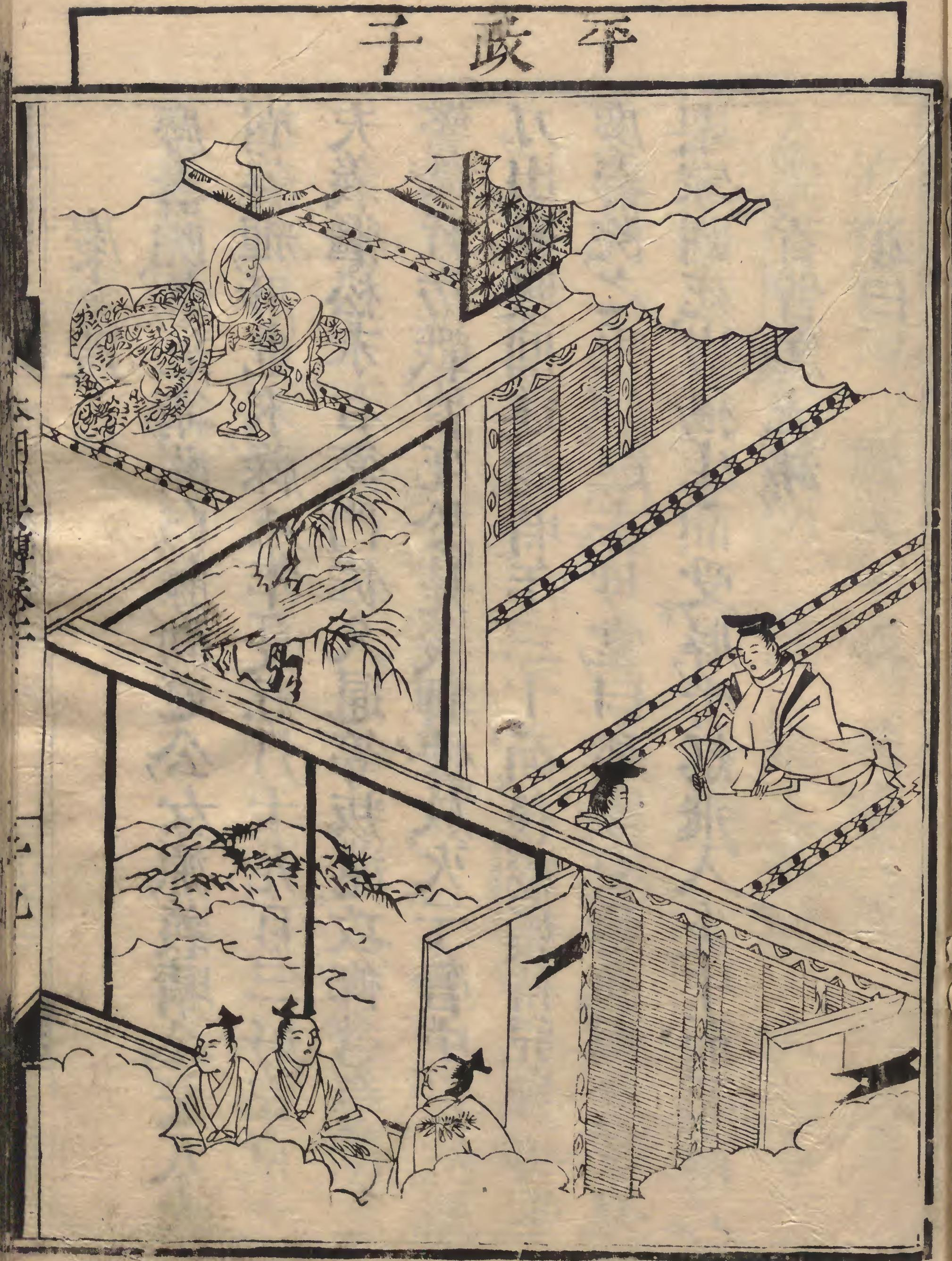
Hōjō Masako

Năm 1183, Minamoto no Yoshinaka, đối thủ và là anh em họ của Yoritomo, đã đưa cả gia tộc Taira (trong đó có Thiên hoàng Antoku) từ kinh đô Kyoto đến Shikoku. Rất nhanh, Thiên hoàng Go-Toba đã ban chuẩn danh vị cho nhà Minamoto. Tuy nhiên, Minamoto no Yoshitsune và Minamoto no Noriyori, anh em cùng cha khác mẹ của Yoritomo đã theo phe Yoritomo, lôi Yoshinaka ra và xử tử ông ta.
Đến năm 1185, gia tộc Taira bị đánh bại hoàn toàn tại Trận Dan-no-ura. Munemori bị xử tử, trong khi các thành viên gia tộc Taira và Hoàng thất còn lại đều bị xử tử hoặc chết đuối, bao gồm cả vị Thiên hoàng nhỏ tuổi Antoku. Minamoto no Yoritomo từ đó trở thành nhà lãnh đạo đương nhiên của Nhật Bản. Chính tử và gia đình bà lúc này đã đứng về phía Yoritomo. Bà cưỡi ngựa cùng ông ta trên các chiến dịch và không bao giờ bị đánh bại trong trận chiến.    
Lòng trung thành mới của ông ta với gia đình vợ và việc vợ ông không thích anh rể của mình cũng như một cuộc đấu tranh tranh giành quyền lực nội bộ giữa ba anh em cuối cùng đã dẫn đến việc bắt giữ và xử tử Yoshitsune và Noriyori. Yoritomo thậm chí đã tạo ra những chức tước mới, chẳng hạn như shugo và jitou, mà Hōjō Tokimasa trước đó đã nhận được sự chấp thuận từ Pháp hoàng Go-Shirakawa ở Kyoto. Dinh thự không rời đến Kyoto, mà vẫn ở Kamakura, cách xa Hoàng cung.
Năm 1192, Yoritomo đã được Pháp hoàng Go-Shirakawa ban cho danh hiệu Tướng quân. Lúc đó, ông là người quyền lực nhất Nhật Bản và cũng trao quyền lực đó cho Chính tử. Gia tộc Hōjō cũng được ban sức mạnh đó. Cùng năm đó, Masako và Yoritomo có một đứa con trai khác, Minamoto no Sanetomo.

## Cái chết, tham nhũng và xung đột trong gia tộc (1199 - 1205)
Năm 1199, Minamoto no Yoritomo qua đời. Kế vị chức Tướng quân là con trai ông, Minamoto no Yoriie. Vì lúc đó,Yoriie chỉ mới mười tám tuổi, Hōjō Tokimasa đã tự ban cho mình quyền hành và thực hiện nhiếp chính cho Yoriie. Chính bản thân Masako, bà cũng có một địa vị vững chắc kể từ khi con trai của bà trở thành shougun kế nhiệm. Sau khi chồng bà qua đời, bà nhận nghi lễ xuống tóc từ sư thầy Gyōyū, trở thành một nữ tu Phật giáo. Tuy nhiên, khác với các nữ tu Phật giáo khác, bà đã không sống trong tu viện mà vẫn can dự vào chính sự. Bà cùng với người cha Tokimasa, và anh trai bà là Yoshitoki tạo ra một hội đồng nhiếp chính cho Yoriie, nhưng Yoriie không có thiện cảm với gia tộc của mẹ mình và ưu tiên gia đình của vợ, gia tộc Hiki, và nhạc phụ của mình, Hiki Yoshikazu.
Masako tình cờ nghe được một âm mưu của Yoshikazu và Yoriie, và bà đã tiết lộ sự việc cho cha mình là Tokimasa, Tokimasa đã không ra tay với Yoriie nhưng thay vào đó ông ra lệnh xử tử Yoshikazu vào năm 1203. Bấy giờ, Tướng quân Yoriie bị bệnh rất nặng và buộc phải thoái chức và đi tỉnh dưỡng ở tỉnh Izu. Ông đã bị sát hại vào năm 1204, không nghi ngờ gì việc này có thể là từ mệnh lệnh của Tokimasa. Hōjō Masako mẹ của Yoriie, bà ấy đã không hề lường trước được điều này. Trong các vụ sát hại và thanh trừng gia tộc Hiki của gia tộc Hōjō, Minamoto no Ichiman, con trai cả của Yoriie và là cháu trai của Masako, cũng bị xử tử vì ông ta chính là một phần của gia tộc Hiki.
Năm 1203, con trai khác của Masako, Minamoto no Sanetomo, trở thành Tướng quân kế nhiệm, Tokimasa đã tự bổ nhiệm chính thức cho mình chức vụ shikken (quan chấp chính). Sanetomo gần gũi với mẹ hơn anh trai mình, và tuổi ông khi ấy vẫn còn rất trẻ, ngược lại là anh trai của ông, người đã buộc phải từ chức Tướng quân, lúc đó đã trưởng thành. Tuy nhiên, Masako và Yoshitoki, người thừa kế của gia tộc Hōjō, đã tức giận với cha mình, đặc biệt là sau khi mẹ của bà  là Hōjō no Maki qua đời năm 1204. Anh rể của Masako, Hatekayama Shigetada, đã bị xử tử sai theo lệnh của Tokimasa ngay cả sau khi bà và anh trai Yoshitoki lẫn Tokifusa đều khuyên Tokimasa rằng ông ta không phạm tội "phản quốc". Hōjō Tokimasa lúc này trở thành người quyền lực nhất ở Kamakura.
Lúc này, Masako nghe tin đồn rằng Tokimasa đang lên kế hoạch xử tử Sanetomo và đưa một trong những đồng minh của mình lên thế chức vị Tướng quân của cháu trai Sanemoto, vì vậy bà và Yoshitoki ngay lập tức lệnh cho Tokimasa từ chức và trở thành tu sĩ hoặc là bà và anh trai sẽ gây ra cuộc biến loạn. Hōjō Tokimasa cuối cùng đã từ chức vào năm 1205, và sau đó ông đã xuống tóc và trở thành một nhà sư trong một ngôi chùa thuộc Kamakura.

## Những năm cuối đời (1205 - 1225)

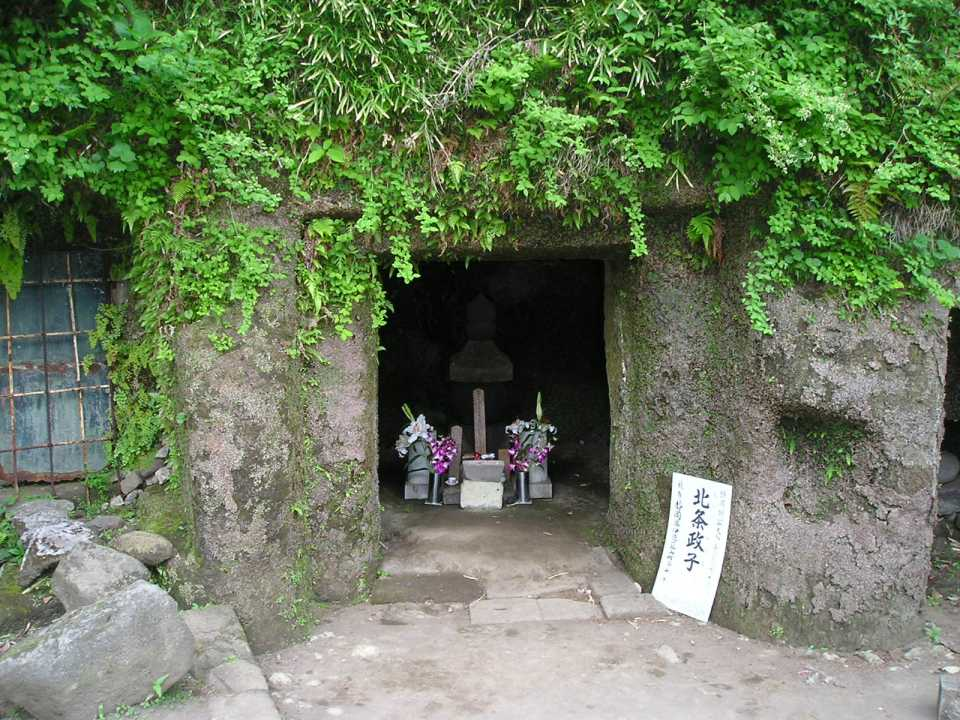
Ngôi mộ của Hōjō Masako tại Jufuku-ji, Kamakura, Nhật Bản

Vào năm 1205, Minamoto no Sanetomo trở thành Tướng quân và mặc dù Tokimasa đã bị lật đổ, vị thế chính trị của gia tộc Hōjō vẫn được bảo toàn. Anh trai của Masako, Hōjō Yoshitoki, đã đảm nhiệm vai trò nhiếp chính cho Tướng quân Sanetomo, trong khi chính bà đang ở vị trí quyền lực với tư cách là một nhà đàm phán của Triều đình Kyoto. Năm 1218, bà được Yoshitoki phái đến để xin Pháp hoàng Go-Toba chấp thuận việc Tướng quân Sanetomo có thể nhận nuôi một trong những người con trai của mình, như Hoàng tử Nagahito làm người thừa kế. Pháp hoàng Go-Toba từ chối.
Năm 1219, bi kịch ập đến. Tướng quân Sanetomo đã bị cháu trai của mình là tu sĩ Kugyō, con trai của Minamoto no Yoriie ám sát, người sau đó đã bị quân đội gia tộc Hōjo vây bắt và tự mình xử tử. Năm 1219, dòng họ Minamoto không có ai thừa tự. Người ta quyết định ai sẽ là Tướng quân tiếp theo, và Masako cùng với anh trai là Yoshitoki cuối cùng đã quyết định đứng về phía Kujō Yoritsune, còn được gọi là Fujiwara no Yoritsune, khi ấy chỉ là một đứa trẻ, và cũng không phải là một người thuộc gia tộc Hōjō hay một người thừa kế của gia tộc Minamoto, mà là một thành viên của gia tộc Kujō, một trong những chi nhánh của Gia tộc Fujiwara, do tổ mẫu của Yoritsune đã từng là cháu gái của Yoritomo- một nhân vật tiêu biểu cho gia tộc Hōjō.
Năm 1221, Pháp hoàng Go-Toba nổi dậy chống lại gia tộc Hōjō, cố gắng khôi phục quyền hành cho Thiên hoàng. Quan chấp chính Yoshitoki và con trai cả và cũng là người thừa kế của ông Hōjō Yasutoki, đã tấn công vào Kyoto, tìm cách giành lại kinh đô và lưu đày Pháp hoàng Go-Toba. Sự kiện này về sau được gọi là Cuộc chiến Jōkyū, xảy ra vào năm 1221.
Năm 1224, Hōjō Yoshitoki đột ngột qua đời. Ông đã được kế thừa bởi con trai cả, Hōjō Yasutoki, cháu trai của Masako. Gia tộc Miura, do Miura Yoshimura đứng đầu, đã cố gắng lật đổ vị thế chính trị của gia tộc Hōjō, bao gồm Masako, nhiếp chính Yasutoki, và Tướng quân Yoritsune, nhưng Masako đã vội vã thương lượng. Miura đã làm theo Masako, và Nhiếp chính Yasutoki trở thành nhiếp chính của gia tộc Hōjō.
Năm 1225, Masako qua đời ở tuổi 69. Vì sự tham vọng và can dự vào triều chính của mình, nên bà còn được gọi là ama-Shogun (mẹ của Tướng quân), hay "shōgun nun-" (dịch nôm na là Nữ tu Tướng quân). Theo sử ký Azuma Kagami  (Ngô thế kinh/Đông giám) thì bà được ví như Lã hậu của nhà Hán và như Thiên hoàng Jingū (vợ của Thiên hoàng Chūai và là mẹ của Thiên hoàng Ōjin

## liên kết ngoài
- Lưu trữ Samurai: Hojo Masako Lưu trữ ngày 22 tháng 12 năm 2019 tại Wayback Machine